# Michael Hatzenböller
Michael Hatzenböller (* 26. September 1878 in Neu-Baden, bei Odessa, Russisches Kaiserreich; † Oktober 1937 in der Sowjetunion) war ein deutsch-russischer römisch-katholischer Geistlicher und Märtyrer. 

## Leben
Michael Hatzenböller stammte aus einer schwarzmeerdeutschen Familie im Bistum Tiraspol. Er studierte Theologie am Priesterseminar Saratow und wurde am 25. April 1904 zum Priester geweiht. Die Stationen seines seelsorglichen Wirkens waren Kostheim, Obermonjoue/Kriwowskoje (1905–1907), Karlsruhe, Klosterdorf (bis September 1909), Sulz (bis 1914), Eichwald (1926–1930, dort auch Dekan). 1937 wurde er verhaftet und kam in Mariupol ins Gefängnis. Seitdem ist er verschollen.

## Gedenken
Die Römisch-katholische Kirche in Deutschland nahm Dekan Michael Hatzenböller als Märtyrer in das deutsche Martyrologium des 20. Jahrhunderts auf.